# Peugeot P4

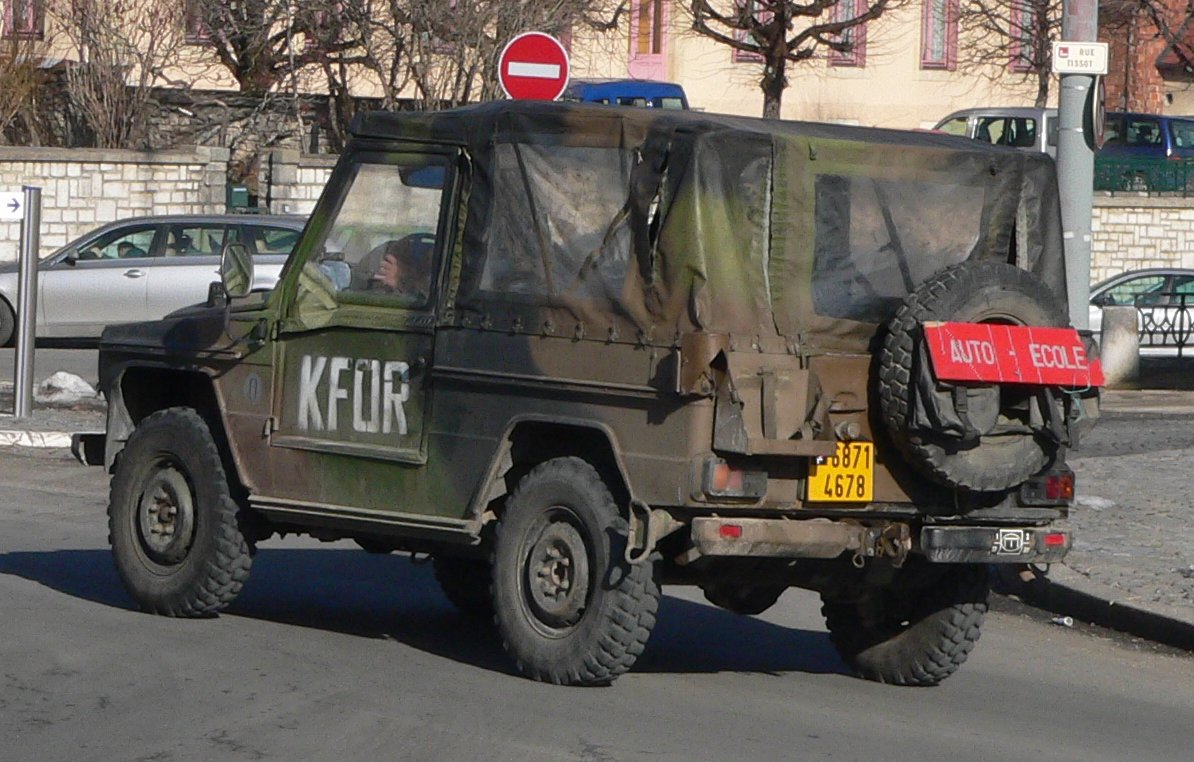
Peugeot P4

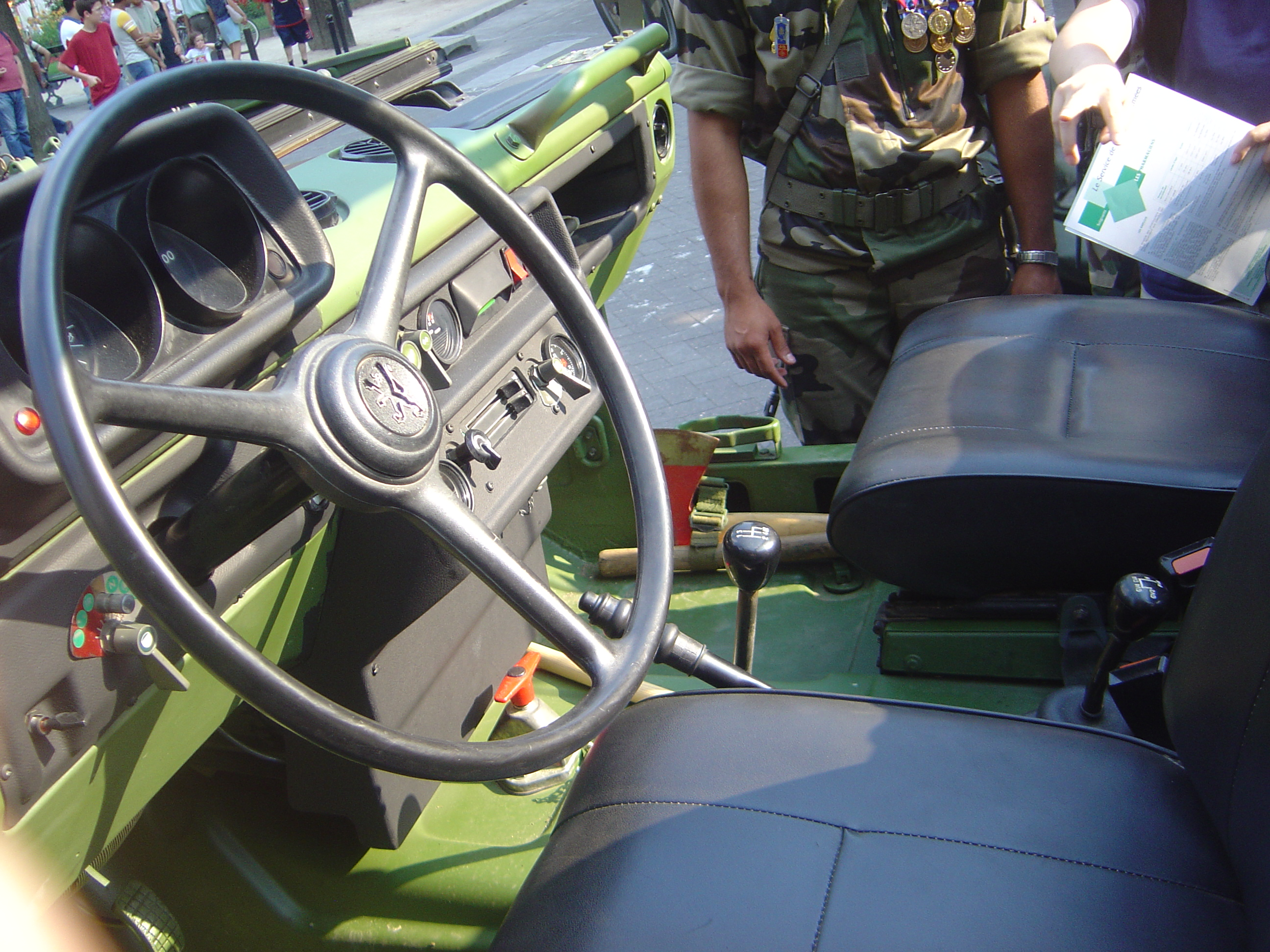
Peugeot P4

Peugeot P4 (укр. Пежо Пе4) — легкий автомобіль колісної формули 4×4 виробництва Peugeot, представлений в березні 1981 року в Саторі і використовується французькою армією під позначенням легкий автомобіль для бездоріжжя і прийшов на заміну Hotchkiss M201. Незважаючи на те, що він обладнаний та оснащений Peugeot, цей автомобіль є варіантом Mercedes-Benz G-Класу. Заміна Peugeot P4 була започаткована в останні роки шляхом придбання автомобілів PVP, Land Rover Defender, Ford Ranger та незахищених багатоцільових тактичних апаратів виробництва Renault Trucks Defence.
Всього з 1982 по 1992 рік було виготовлено 13 500 автомобілів.
У 2016 році міністерство оборони Франції вирішило замінити Peugueot P4 на неброньовані «тактичні» автомобілі з повним приводом ACMAT Light Tactical Vehicle Station Wagon (ALTV SW, фр. Vehicule Leger Tactique Polyvalent Non Protege). До 2020 року військові мають отримати 3700 машин сукупною вартістю €500 млн. Машина ACMAT VLTP-NP створена шляхом «мілітаризації» (шляхом встановлення підсиленої підвіски, іншого двигуна, тощо) цивільного позашляховика Ford Everest.

## Двигуни
- 2.0 л XN8 Р4 79 к.с.
- 2.5 л XD3 diesel Р4 70,5 к.с.

## Оператори
- Камерун[2]
- Чилі[3]
- Франція: використовується французькими військовими[4]
- Україна[5]